# 馬爾堡縣

54°2′N 19°2′E / 54.033°N 19.033°E
馬爾堡縣（波蘭語：Powiat malborski），是波蘭的縣份，位於該國北部，由濱海省負責管轄，首府設於馬爾堡，面積495平方公里，2006年人口62,960，人口密度每平方公里130人。